# Jedediah Strutt

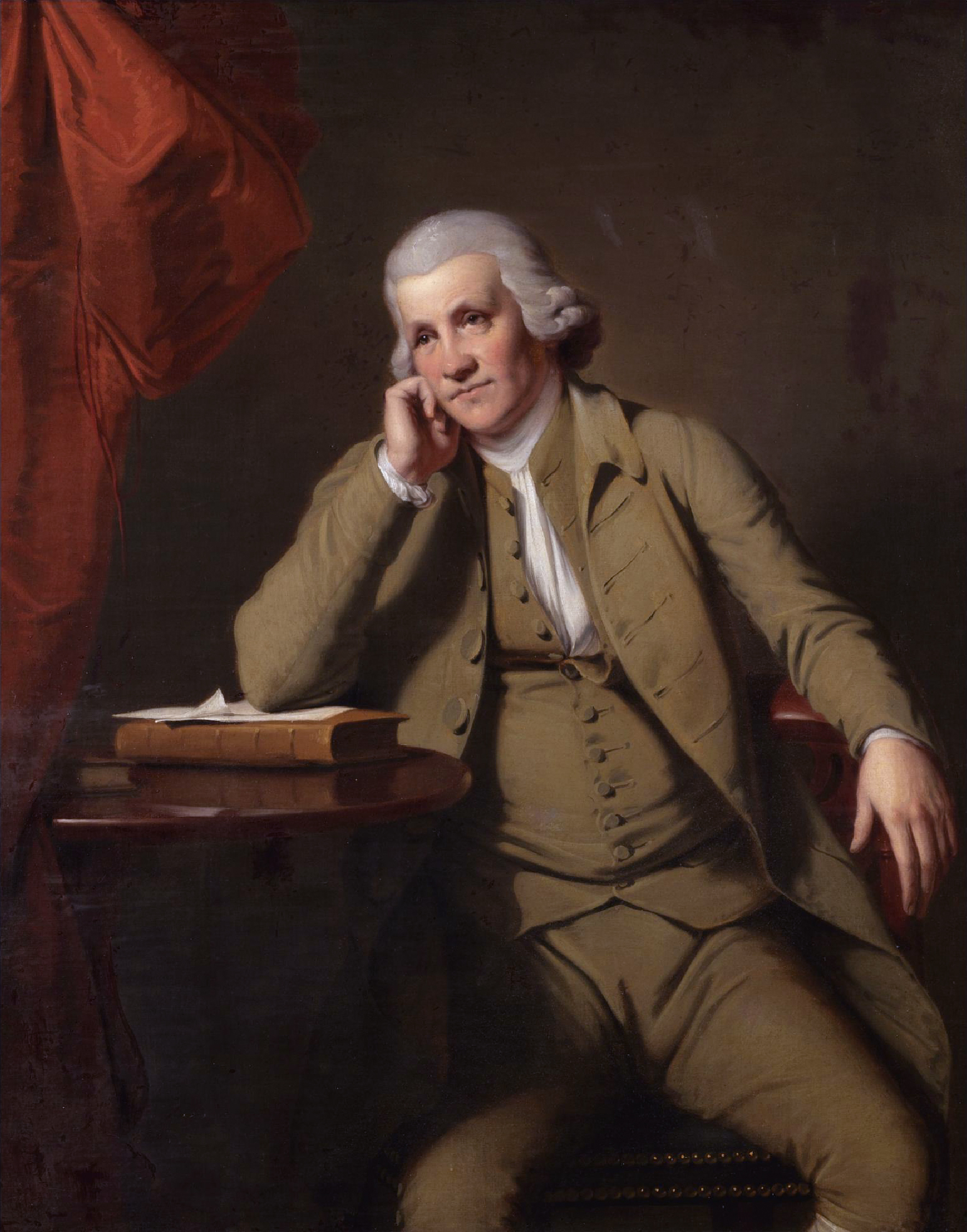
Jedediah Strutt (Joseph Wright of Derby,1787)

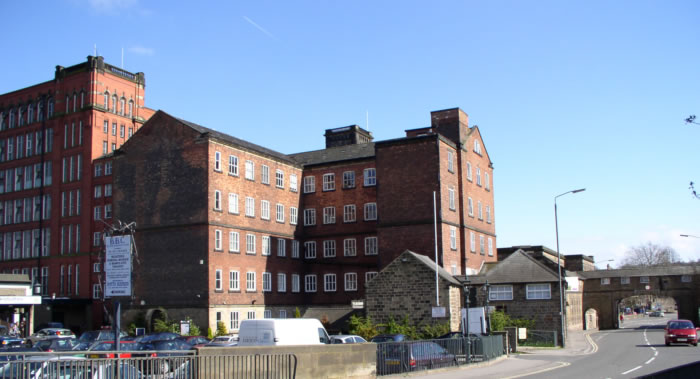
Strutts fabriker i Belper: North Mill och bakom den East Mill.

Jedediah Strutt, född 1726 i South Normanton i Derbyshire, död 7 maj 1797 i Derby, var en brittisk företagare inom textilindustrin, en av pionjärerna inom sitt område.
Han fick år 1758 och 1759 två patent som täcker stickmaskinernas utveckling för strumpor. Vid samma tid hade Richard Arkwright utvecklat bomullsspinnmaskiner, men han fick stora ekonomiska problem. De båda männen startade samriskföretag, först i Cromford och senare i Belper. Efter om att beslut att sluta med dessa samriskföretag fortsatte Strutt  ensam i Belper. Efter honom fortsatte hans son, William Strutt med att utveckla fabriken ytterligare. Strutts fabriker är historiskt värdefulla, och är nu en del av Derwent Valley Mills på Unescos världsarvslista. Visitor Center för världsarv finns i Strutt-fabriken.
Strutt, Arkwright och Joseph Wright of Derby var framstående personer i Derbyregionen. Wright målade två porträtt av de andra, och de finns på Derby Museum and Art Gallery. Där kan man se att Wright tyckte om Strutt, men presenterade Arkwright som en självbelåten människa med en stor mage.
Strutt ansågs vara  en god arbetsgivare, eftersom han byggde bostäder i Belper och Milford åt sina arbetare.